# Belestar de Lauragués
Belestar de Lauragués (francès Bélesta-en-Lauragais) és un municipi occità del Lauraguès, en el Llenguadoc, situat en el departament de l'Alta Garona, a la regió d'Occitània.